# Округ Волтол (Мисисипи)
Волтол (енгл. Walthall County) је округ у америчкој савезној држави Мисисипи.

## Демографија
По попису из 2010. године број становника је 15.443, што је 287 (1,9%) становника више него 2000. године.
| Група             | 2000.         | 2010.         |
| Белци             | 8.208 (54,2%) | 8.145 (52,7%) |
| Афроамериканци    | 6.682 (44,1%) | 6.873 (44,5%) |
| Азијати           | 37 (0,2%)     | 24 (0,2%)     |
| Хиспаноамериканци | 201 (1,3%)    | 238 (1,5%)    |
| Укупно            | 15.156        | 15.443        |